# Олег Антоњенко
Олег Владимирович Антоњенко (блр. Алег Уладзіміравіч Антоненка; рус. Олег Владимирович Антоненко — рођен 1. јула 1971. у Минску, СССР) белоруски је професионални хокејаш на леду и заслужни спортиста Белорусије. Године 2007. проглашен је за најбољег хокејаша Белорусије. На церемонији свечаног отварања XXI Зимских олимпијских игара у Ванкуверу 2010. носио је заставу своје земље. 
Тренутно игра у екипи Гомеља у белоруској екстралиги. 

## Каријера
Прве хокејашке кораке Антоњенко је направио у омладинској селекцији хокејашког клуба Јуност из Минска. 
Професионалну каријеру започео је 1988. године у екипи московског Динама, у првој лиги тадашњег Совјетског Савеза. Током каријере наступао је за још 12 различитих клубова, углавном са простора Русије и Белорусије. Једно кратко време у сезони 1999/00. провео је у Чешкој, у екипи Словнафта из Всетина. 
Тренутно игра у екипи Гомеља у белоруској екстралиги (од 2010).
За репрезентацију Белорусије дебитовао је 1993. године и од тада наступао је на чак 11 светских првенстава (последњи пут 2009), те на три Олимпијска турнира (у Нагану, Солт Лејку и Ванкуверу). За репрезентацију је одиграо укупно 145 утакмица, постигао 51 гол и 50 асистенција (101 поен), и забележио 105 минута искључења. 

### Успеси
- 1990 - првак Совјетског Савеза у јуниорској конкуренцији;
- 1998 - првак Русије са екипом Ак Барса;
- 1998 - најбољи стрелац првенства Русије;
- 1993, 1994, 1995, 2007 - првак Белорусије;
- 2006 - вицешампион Белорусије и освајач националног купа;
- 2007 - проглашен за најбољег играча године у Белорусији;
- 2009 - учесник ол-стар меча КХЛ лиге.